# Typhlodromips quaesitus
Typhlodromips quaesitus är en spindeldjursart som först beskrevs av Wainstein och Beglyarov 1971.  Typhlodromips quaesitus ingår i släktet Typhlodromips och familjen Phytoseiidae. Inga underarter finns listade i Catalogue of Life.